# 혼다 마사시게 (1545년)

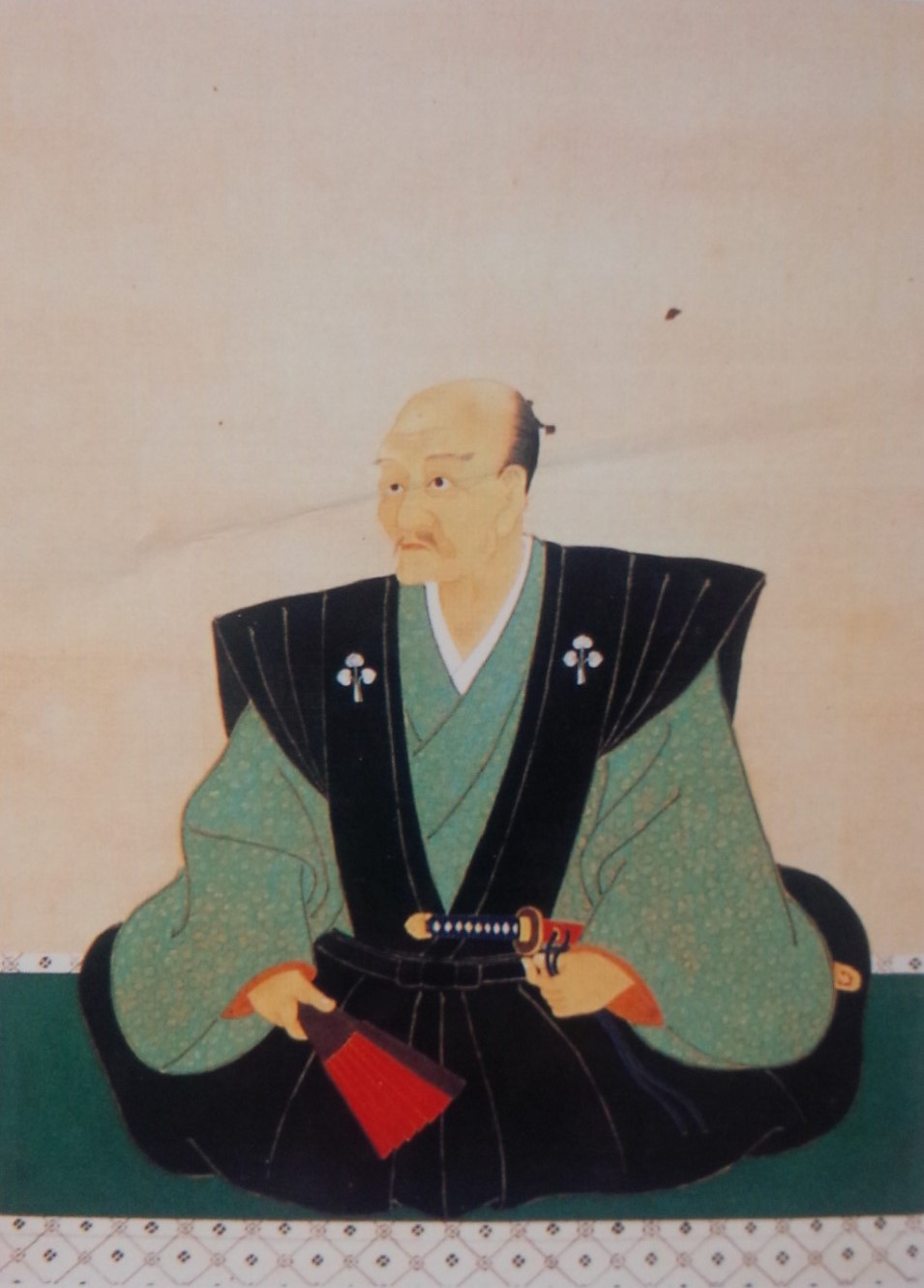
혼다 마사시게

혼다 마사시게(일본어: 本多正重)는 센고쿠 시대부터 에도 시대 전기까지 활약한 무장, 다이묘로서 시모사 후나토 번주이다. 통칭은 산야사에몬(三弥左衛門). 조카 마사시게(政重)와는 동음이인이다.
혼다 도시마사(本多俊正)의 사남으로 다마나와 번주 혼다 마사노부(本多正信)는 마사시게의 둘째 형이 된다.
장남 마사우지(正氏)는 히데쓰구 사건에 연루되어 도요토미 히데쓰구를 따라 순사하였다. 그 후 후사를 보지 못해 외손 혼다 마사쓰라(本多正貫)를 양자로 들이게 된다.
마사시게 사후 혼다 마사쓰라가 가독을 이어받지만 막부는 후나토 영지 2천석을 삭감하여 마사쓰라의 다이묘 지위는 박탈당했다. 1백여년 후 증손 마사나가(正永)에 의해 다이묘 지위를 되찾는다.
|  | 후나토 번 번주 (혼다 산야사에몬가) 1616년 ~ 1617년 | 후임 번에서 영으로 격하 (혼다 마사나가) |